# 日葉酢媛命
日葉酢媛命（ひばすひめのみこと、生年不詳 - 垂仁天皇32年7月6日）は、垂仁天皇の2番目の皇后。

## 概要
父は丹波道主王、母は丹波之河上之麻須郎女。垂仁天皇との間に景行天皇のほか2皇子・2皇女を産む。「日葉酢媛」は『日本書紀』での記述である。書紀ではほかに「日葉酢根命」、「日葉洲媛命」にも作り、また『古事記』は「氷羽州比売命」、「比婆須比売命」に作る。
『日本書紀』によれば、垂仁天皇の皇后狭穂姫命が同天皇5年に薨じた後、その遺志により、同15年2月甲子（10日）に丹波（今の北近畿）から妹たちとともに後宮に迎えられた。同年8月壬午（1日）に皇后に立てられた。
垂仁天皇32年7月己卯（6日）に薨じた。その葬儀に際して、それまで行われていた殉死を悪習と嘆じていた天皇が群卿に葬儀の方法を問うと、野見宿禰が生きた人間の代わりに埴輪を埋納するように進言したため、その陵墓に初めて人や馬に見立てた埴輪が埋納され、以後も踏襲されるようになったという。『古事記』では天皇崩御後も生きており、多遅摩毛理（田道間守）から時じくの香の木の実の半分を受け取ったとされ、その（葬儀の）時に石祝作（いわきつくり）と土師部（はにしべ）を定めたとされる。

## 陵

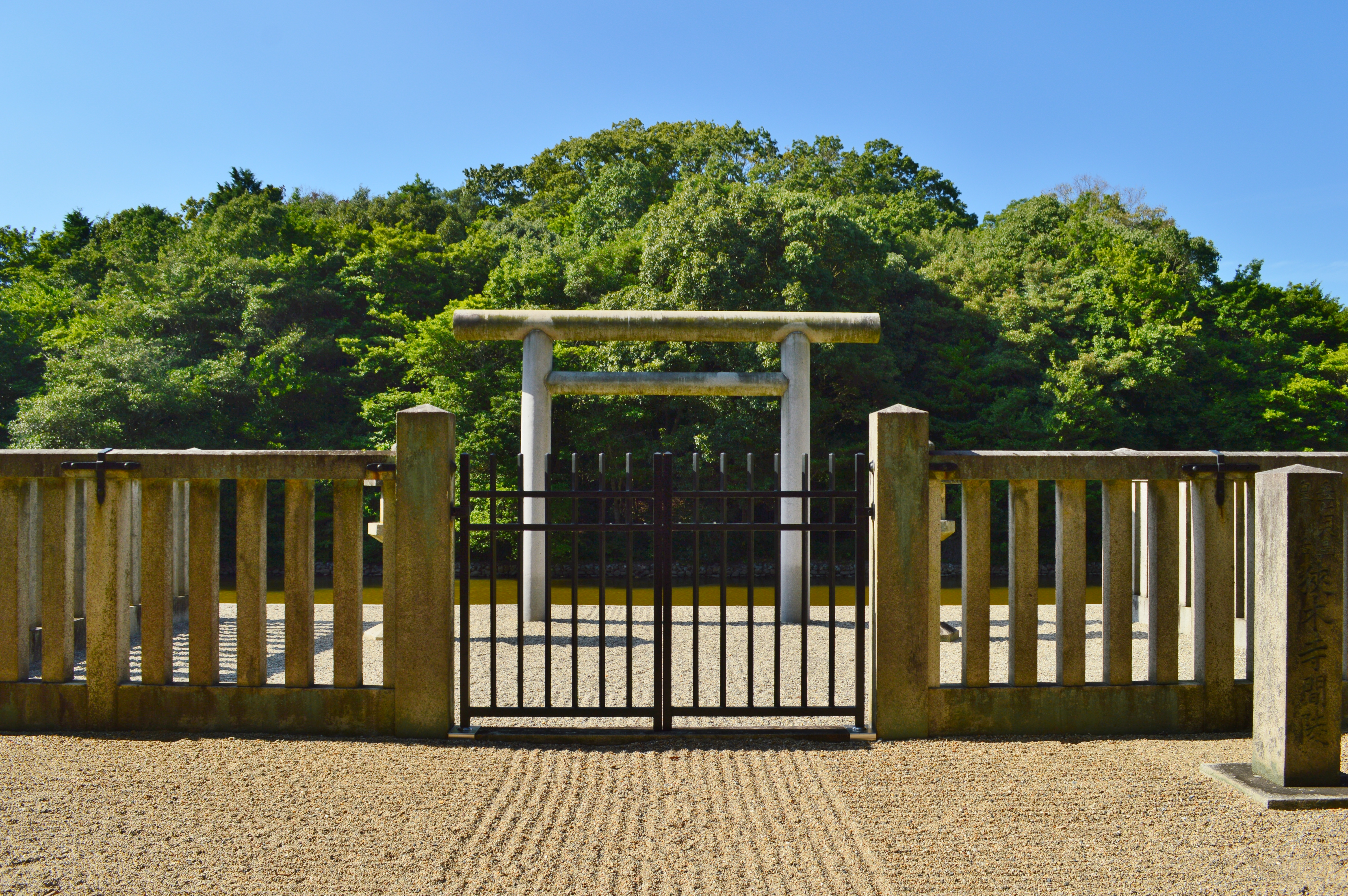
日葉酢媛命 狹木之寺間陵
（奈良県奈良市）

陵（みささぎ）は、宮内庁により奈良県奈良市山陵町にある狹木之寺間陵（さきのてらまのみささぎ、北緯34度41分58.64秒 東経135度47分20.38秒）に治定されている。宮内庁上の形式は前方後円。遺跡名は「佐紀陵山古墳」で、墳丘長207メートルの前方後円墳である。
中世にはその所在を失ったが、1875年（明治8年）に治定を見て、修治を加えられたものである。